# Конышева, Натта Ивановна
Натта Ивановна Конышева (9 июня 1935, Москва — 16 марта 2022) — советский и российский живописец.

## Биография
В 1959 г. окончила Московский полиграфический институт. Участница выставок с 1965 г.
В 1960—1970-е гг. работала в промышленной графике. Иллюстрировала и оформляла книги для издательств «Советский писатель», Географгиз, Алтайского книжного издательства.
В 1974 г. вступила в МСХ.
Член Творческого объединения женщин-художников «ИРИДА».
Начинала с участия в квартирных выставках и редких полуразрешенных показах на больших площадях. Художница позиционирует метод своего творчества как «репортажность с элементом чудес».
Персональные выставки Н. И. Конышевой проходили в Москве (1974, 1987, 1988, 1995, 2005, 2008) и во Франции (1988, 1994).
Дружила с художником А. В. Маслаевым.
Похоронена в колумбарий Ваганьковского кладбища в Москве.

## Альбомы
- 1988 «Каталог. Натта Конышева. Живопись.» Вступительная статья Мейланд, Вильям Леонидович. Московская организация Союза художников РСФСР Publ. Изд. «Советский художник», Moscow (Russia).
- 2006 «Время перемен. Искусство 1960—1985 в Советском Союзе.»[9] Интерактивная программа. ИОЦ «Русский музей: виртуальный филиал», Saint-Petersburg (Russia).
- 2007 «Натта Конышева. Живопись.»[10] Publ. «Richard Cash Publishers», Moscow (Russia).
- 2017 «Натта . Живопись.» изд. «ЮникАрт», Петрозаводск(Russia).

## Статьи о Н. И. Конышевой
- 2000 Леонид Лернер. «NATA из Килерова Тупика»[11] Журнал «Огонек».
- 2001 Мейланд, Вильям Леонидович. «Золотая нить Натты Конышевой.»[12] Журнал «Со — Общение».
- 2005 Велимир Мойст. «Легенда в кедах»[13] Веб-сайт Газета.ru
- 2005 Игорь Чувилин. «Взяла на карандаш»[14] Веб-сайт АНО «Редакция Ежедневной ГАЗЕТЫ»
- 2008 Дмитрий Широков. «Натта Конышева: тридцать тысяч картин и одна книга.»[15] Веб-сайт Полит.ру
- 2016 Елена Антипова «Просто Натта: художник Натта Конышева.» Журнал «Уральский альманах предметов коллекционирования» 2016, № 11[16]

## Работы в коллекциях
- Государственный Русский музей[17]. Санкт-Петербург. Россия.
- Музей Jane Vorhees Zimmerli Art Museum, Университет Ратгерс. Нью Бранзвик, Нюь Джерси. США.
- Брянский художественный музей[18]. Брянск. Россия.
- Музей АРТ4, Москва
- Галерея Грегори — Нью-Йорк.[19]. США.
- Kovalsky Art Gallery[20]. Паоло Альто, Калифорния. США.
- Коллекция Рене Герра. Париж. Франция.
- Коллекция Колодзей русского и восточноевропейского искусства (The Kolodzei Collection of Russian and Eastern European Art, Kolodzei Art Foundation)[21]. Хайленд Парк, Нью-Джерси.США
- VArt Коллекция (VArt Collection)[22]. Москва. Россия.

## Выставки
- 1994 Совместная выставка с Марком Шагалом, Матиссом и Катей Медведевой в Ницце (Франция).
- 1995 /+ на -/ Совместная выставка с Виктором Кротовым. Москва. ЦДХ.
- 2005 Мир Натты Конышевой и мы в нём.[23] Москва. ЦДХ.
- 2008 Натта Конышева и Олег Сергеев. Живопись.[24] Москва. Московский союз художников (МСХ) Товарищество живописцев. Выставочный зал на 1-й Тверской-Ямской, 20
- 2016 Натта Конышева. К юбилею. Музей АРТ4.
- 2017 Выставка Н. И. Конышевой «Мифологизация реальности» в арт-галерее «Кимберлитовая трубка» г. Петрозаводск

## Награды
- Лауреатка Главного приза «Весеннего салона-98» — творческого конкурса художниц России.
- Медаль Министерства культуры Российской Федерации 2000 года.
- Лауреатка конкурса имени Виктора Попкова второй степени, 2008 год.